# 克里斯·雅各布斯
克里斯·雅各布斯（英語：Chris Jacobs，1964年9月25日—），美国男子游泳运动员，主攻自由泳。他曾代表美国参加1988年夏季奥林匹克运动会游泳比赛，获得二枚金牌和一枚银牌。